# France aux Jeux olympiques d'été de 1984

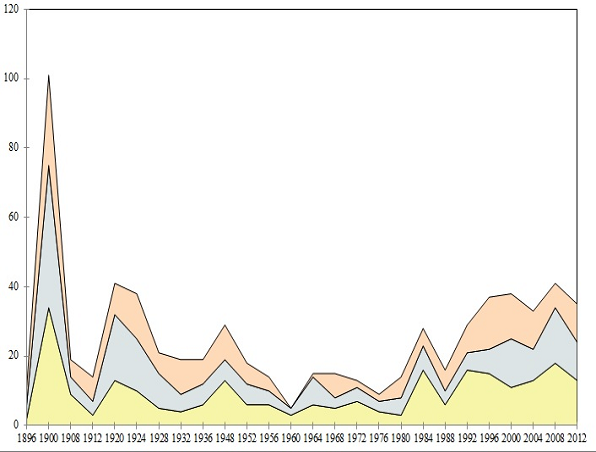
Evolution des médailles obtenues par la France aux JO d'été de 1896 à 2012

L'équipe de France olympique participe aux Jeux olympiques d'été de 1984 à Los Angeles. Elle y remporte vingt-huit médailles : cinq en or, sept en argent et seize en bronze, se situant à la douzième place des nations au tableau des médailles. Le judoka Angelo Parisi est le porte-drapeau d'une délégation française comptant 192 sportifs (142 hommes et 50 femmes).

## Bilan général
| Place | Sport       | Médaille d'or, Jeux olympiques | Médaille d'argent, Jeux olympiques | Médaille de bronze, Jeux olympiques | Total |
| 1     | Escrime     | 2                              | 2                                  | 3                                   | 65    |
| 2     | Athlétisme  | 1                              | 1                                  | 2                                   | 4     |
| 3     | Tir         | 1                              | 1                                  | 0                                   | 2     |
| 4     | Football    | 1                              | 0                                  | 0                                   | 1     |
| 5     | Canoë-Kayak | 0                              | 1                                  | 3                                   | 4     |
| 6     | Judo        | 0                              | 1                                  | 2                                   | 3     |
| 7     | Natation    | 0                              | 1                                  | 1                                   | 2     |
| 8     | Boxe        | 0                              | 0                                  | 1                                   | 1     |
| 8     | Cyclisme    | 0                              | 0                                  | 1                                   | 1     |
| 8     | Gymnastique | 0                              | 0                                  | 1                                   | 1     |
| 8     | Pentathlon  | 0                              | 0                                  | 1                                   | 1     |
| 8     | Voile       | 0                              | 0                                  | 1                                   | 1     |
| Total | Total       | 5                              | 7                                  | 16                                  | 28    |

## Liste des médaillés français

### Médailles d'or
| Sport              | Discipline                   | Sportifs | Performance |
| Médailles d'or : 5 |                              | |             |
| Athlétisme         | Saut à la Perche (H)         | Pierre Quinon | 5,75 m      |
| Escrime            | Sabre (H)                    | Jean-François Lamour |             |
| Escrime            | Épée (H)                     | Philippe Boisse |             |
| Football           | Équipe de France             | William Ayache Michel Bensoussan Michel Bibard Dominique Bijotat François Brisson Patrick Cubaynes Patrice Garande Philippe Jeannol Guy Lacombe Jean-Claude Lemoult Jean-Philippe Rohr Albert Rust Didier Sénac Jean-Christophe Thouvenel José Touré Daniel Xuereb Jean-Louis Zanon |             |
| Tir                | Carabine à air comprimé 10 m | Philippe Héberlé |             |

### Médailles d'argent
| Sport                  | Discipline            | Sportifs                                                                                 | Performance   |
| Médailles d'argent : 7 |                       |                                                                                          |               |
| Athlétisme             | 3 000 m steeple       | Joseph Mahmoud                                                                           | 8 min 13 s 31 |
| Canoë-kayak            | K2 1 000 m            | Bernard Brégeon Patrick Lefoulon                                                         |               |
| Escrime                | Sabre par équipes (H) | Philippe Delrieu Franck Ducheix Hervé Granger-Veyron Pierre Guichot Jean-François Lamour |               |
| Escrime                | Épée par équipes (H)  | Philippe Boisse Jean-Michel Henry Olivier Lenglet Philippe Riboud Michel Salesse         |               |
| Judo                   | + 95 kg (H)           | Angelo Parisi                                                                            |               |
| Natation               | 200 m dos (H)         | Frédéric Delcourt                                                                        |               |
| Tir                    | Carabine couché (H)   | Michel Bury                                                                              |               |

### Médailles de bronze
| Sport                    | Discipline              | Sportifs                                                                           | Performance |
| Médailles de bronze : 16 |                         |                                                                                    |             |
| Athlétisme               | 100 m haies (F)         | Michèle Chardonnet                                                                 | 13 s 06     |
| Athlétisme               | Perche (H)              | Thierry Vigneron                                                                   | 5,60 m      |
| Boxe                     | 71 kg (H)               | Christophe Tiozzo                                                                  |             |
| Canoë-kayak              | K1 500 m (H)            | Bernard Brégeon                                                                    |             |
| Canoë-kayak              | K4 1 000 m (H)          | François Barouh Philippe Boccara Pascal Boucherit Didier Vavasseur                 |             |
| Canoë-kayak              | C2 10 000 m (H)         | Didier Hoyer Éric Renaud                                                           |             |
| Cyclisme sur piste       | km contre la montre     | Fabrice Colas                                                                      |             |
| Escrime                  | Épée (H)                | Philippe Riboud                                                                    |             |
| Escrime                  | Fleuret par équipes (H) | Marc Cerboni Patrick Groc Pascal Jolyot Philippe Omnès Frédéric Pietruszka         |             |
| Escrime                  | Fleuret par équipes (F) | Véronique Brouquier Brigitte Gaudin Anne Meygret Laurence Modaine Pascale Trinquet |             |
| Gymnastique              | Sol (H)                 | Philippe Vatuone                                                                   |             |
| Judo                     | 65 kg (H)               | Marc Alexandre                                                                     |             |
| Judo                     | 78 kg (H)               | Michel Nowak                                                                       |             |
| Natation                 | 100 m brasse (F)        | Catherine Poirot                                                                   |             |
| Pentathlon moderne       | Épreuve par équipes (H) | Didier Boubé Joël Bouzou Paul Four                                                 |             |
| Voile                    | 470                     | Thierry Péponnet Luc Pillot                                                        |             |

## Engagés français par sport

### Athlétisme
| Épreuve           | Hommes | Femmes |
| ----------------- | --- | --- |
| 100 m             | Marc Gasparoni : ½ finale Antoine Richard : 2e tour Bruno Marie-Rose : 2e tour                                                             | Rose-Aimée Bacoul : ½ finale Liliane Gaschet : ½ finale Marie-France Loval : ½ finale                                                   |
| 200 m             | Patrick Barré : 2e tour Jean-Jacques Boussemart : finale, 20 s 55 (6e place)                                                               | Raymonde Naigre : 2e tour Liliane Gaschet : : finale, 22 s 86 (8e place) Rose-Aimée Bacoul : finale, 22 s 78 (7e place)                 |
| 400 m             | Hector Llatser : 1er tour Aldo Canti : ½ finale Yann Quentrec : 1er tour                                                                   | |
| 800 m             | Philippe Dupont : 2e tour | |
| 1 500 m           | Pascal Thiébaut : ½ finale Alex Gonzalez : 1er tour                                                                                        | |
| 3 000 m           | | Annette Sergent : 1er tour |
| Marathon          | Alain Lazare : 28e place Jacky Boxberger : 42e place                                                                                       | |
| 3 000 m steeple   | Pascal Debacker : finale, 8 min 21 s 51 (8e place) · Joseph Mahmoud : finale, 8 min 13 s 31 médaille d’argent                              | |
| 100 m haies       | | Michèle Chardonnet : finale, 13 s 06 médaille de bronze · Marie-Noëlle Savigny : finale, 13 s 28 (6e place) · Laurence Elloy : 1er tour |
| 110 m haies       | Stéphane Caristan : finale, 13 s 71 (6e place) Franck Chevallier : 1er tour                                                                | |
| 400 m haies       | Gérard Brunel : 1er tour Franck Jonot : 1er tour                                                                                           | |
| 20 km marche      | Martial Fesselier : 20e place Gérard Lelièvre : 15e place Dominique Guebey : abandon                                                       | |
| 50 km marche      | Dominique Guebey : 12e place Gérard Lelièvre : abandon                                                                                     | |
| Relais 4 × 100 m  | Antoine Richard, Jean-Jacques Boussemart, Marc Gasparoni, Bruno Marie-Rose : finale, 39 s 10 (6e place)                                    | Rose-Aimée Bacoul, Liliane Gaschet, Marie-France Loval et Raymonde Naigre : finale, 43 s 15 (4e place)                                  |
| Relais 4 × 400 m  | Yann Quentrec, Didier Dubois, Jacques Fellice, Aldo Canti : 1er tour                                                                       | |
| Saut en hauteur   | Franck Verzy : qualifications | Maryse Éwanjé-Épée : finale, 1,94 m (4e place) Brigitte Rougeron : qualifications                                                       |
| Saut à la perche  | Thierry Vigneron : finale, 5,60 m médaille de bronze · Pierre Quinon : finale, 5,75 m médaille d’or · Serge Ferreira : finale, non classé. | |
| Lancer du marteau | Walter Ciofani : finale, 73,46 m (7e place)                                                                                                | |
| Lancer du javelot | Jean-Paul Lakafia : finale, 70,86 m (12e place)                                                                                            | |
| Heptathlon        | | Chantal Beaugeant : 22e place Florence Picaut : 13e place                                                                               |
| Décathlon         | William Motti : 8 266 points (5e place) | |

### Aviron
| Hommes | Femmes |
| --- | --- |
| Un rameur - Denis Gaté : ½ finale Deux de pointe avec barreur - Charles Imbert, Jean-Pierre Bremer, Christophe Chevrier : ½ finale Quatre de couple - Marc Boudoux, Serge Fomara, Pascal Dubosquelle, Pascal Body : finale, (5e place) Huit avec barreur - Alain Duprat, Dominique Lecointe, Thierry Louvet, Patrick Vibert-Vichet, Jacques Taborski, Jean-Jacques Martigne, Olivier Pons, Bernard Chevalier, Jean-Pierre Huguet-Balent : finale, (6e place) | Une rameuse - Laurence Hourdel : éliminatoires Quatre de couple avec barreuse - Évelyne Imbert, Lydie Dubedat, Christine Gossé, Hélène Ledoux, Patricia Couturier : finale, (5e place) |

### Basket-ball
| Hommes |
| --- |
| Premier tour - Uruguay bat France (91-87) - Chine bat France (85-83) - Espagne bat France (97-82) - USA bat France (120-62) - Canada bat France (96-69) Match de classement - France bat Égypte (102-78)                                           |
| L'équipe - Gregor Beugnot - Jean-Michel Sénégal - Richard Dacoury - Jacques Monclar - Philippe Szaniel - Stéphane Ostrowski - Jean-Luc Deganis - Hervé Dubuisson - Patrick Cham - Bangaly Kaba - Éric Beugnot - Georges Vestris Place Finale : 11e |

### Boxe
| Hommes |
| --- |
| Coq 54 kg - Louis Gomis : 1/8 de finale Super légers 63,5 kg - Jean Duane : 1/16 de finale Super welters 71 kg - Christophe Tiozzo : médaille de bronze Moyen 75 kg - Vincent Sarnelli : 1/8 de finale |

### Canoë-kayak
| Hommes | Femmes |
| --- | --- |
| C1 500 m : - Philippe Renaud : finale, 1 min 59 s 95, 4e place C1 1 000 m : - Philippe Renaud : disqualification C2 500 m : - Didier Hoyer - Éric Renaud : finale, 1 min 47 s 72, 4e place C2 1 000 m : - Didier Hoyer - Éric Renaud : finale, 3 min 48 s 01, médaille de bronze K1 500 m : - Bernard Brégeon : finale, 1 min 48 s 41, médaille de bronze K1 1 000 m : - Philippe Boccara : finale 6e place K2 500 m : - Francis Hervieu - Daniel Legras : finale 6e place K2 1 000 m : - Patrick Lefoulon - Bernard Brégeon : finale, 3 min 25 s 97, médaille d'argent K4 1 000 m - François Barouh, Philippe Boccara, Pascal Boucherit · Didier Vavasseur : finale, 3 min 03 s 94, médaille de bronze | C2 500 m - Elizabeth Blencowe - Béatrice Basson : finale 5e place K2 500 m - Bernadette Hettish - Catherine Mathevon : finale 6e place |

### Cyclisme
| Hommes | Femmes |
| --- | --- |
| Route Course en ligne : - Daniel Amardeilh : 28e place. - Philippe Bouvatier : 29e place. - Claude Carlin : abandon 100 km contre-la-montre par équipes : - Jean-François Bernard, Philippe Bouvatier, · Thierry Marie, Denis Pelizzari : 6e place Piste Kilomètre : - Fabrice Colas : finale, 1 min 06 s 65, médaille de bronze Poursuite par équipes : - Didier Garcia, Éric Louvel, Robert Pascal · et Pascal Potié : 1/4 de finale (6e place) Course aux points : - Éric Louvel : éliminatoires - Didier Garcia : 12e place Sprint - Philippe Vernet : 4e place - Franck Depine : 2e tour Poursuite individuelle - Robert Pascal : 7e place - Éric Louvel : 1er tour | Route Course en ligne : - Jeannie Longo-Ciprelli : 6e place - Dominique Damiani : 14e place. - Cécile Odin : 11e place. |

### Équitation
| Mixte |
| --- |
| Saut d'obstacles individuel : - Philippe Rozier : 20e place - Frédéric Cottier : 7e place - Pierre Durand : 14e place Saut d'obstacles par équipes : - Éric Navet - Frédéric Cottier -Philippe Rozier Pierre Durand : finale, 49,75 pts 6e place Concours complet individuel - Pascal Morvillers: 5e place - Armand Bigot : 20e place - Daniel Nion : 26e place - Marie-Christine Duroy : 17e place Concours complet par équipes - Armand Bigot - Daniel Nion Pascal Morvillers - Marie-Christine Duroy : 4e place 236,00 pts |

### Escrime
| Hommes | Femmes |
| --- | --- |
| Épée individuel : - Philippe Riboud : médaille de bronze - Philippe Boisse : médaille d'or - Olivier Lenglet : 1/8 de finale Fleuret individuel : - Philippe Omnès : 1/4 de finale - Pascal Jolyot : 2e tour - Frédéric Pietruszka : 4e place Sabre individuel : - Jean-François Lamour : médaille d'or - Pierre Guichot : 5e place - Hervé Granger-Veyron : 4e place Épée par équipes : - Philippe Boisse - Jean-Michel Henry - Olivier Lenglet - · Philippe Riboud - Michel Salesse : médaille d'argent Fleuret par équipes : - Patrick Groc - Philippe Omnès - Pascal Jolyot - · Marc Cerboni - Frédéric Pietruszka : médaille de bronze Sabre par équipes : - Jean-François Lamour - Pierre Guichot - Hervé Granger-Veyron - · Philippe Delrieu - Franck Ducheix · : médaille d'argent | Fleuret individuel : - Brigitte Gaudin : 8e place - Laurence Modaine : 6e place - Véronique Brouquier : 5e place Fleuret par équipes : - Laurence Modaine - Pascale Trinquet - Anne Meygret - · Brigitte Gaudin - Véronique Brouquier : médaille de bronze |

### Football
| Hommes |
| --- |
| Premier tour - France et Qatar (2-2) - France bat Norvège (2-0) - France et Chili (1-1) Quarts de Finale - France bat Égypte (2-0) 1/2 finale : - France bat Yougoslavie (4-2) Finale - France bat Brésil (2-0) |
| L'équipe - William Ayache - Michel Bensoussan - Michel Bibard - Dominique Bijotat - François Brisson - Patrick Cubaynes - Patrice Garande - Philippe Jeannol - Guy Lacombe - Jean-Claude Lemoult - Jean-Philippe Rohr - Albert Rust - Didier Sénac - Jean-Christophe Thouvenel - José Touré - Daniel Xuereb - Jean-Louis Zanon Médaille d'or |

### Gymnastique
| Hommes | Femmes |
| --- | --- |
| Concours général individuel : - Jean-Luc Cairon : 16e place - Joël Suty : 20e place - Philippe Vatuone : 22e place Concours général par équipes - Laurent Barbiéri - Philippe Vatuone - Michel Boutard - Joël Suty - Jacques Def - Jean-Luc Cairon : 6e place Sol - Philippe Vatuone : médaille de bronze Cheval d'arçons - Jean-Luc Cairon : 5e place | Concours général individuel : - Corinne Ragazzacci : 32e place - Florence Laborderie : 28e place Concours rythmique - Bénédicte Augst : qualifications |

### Haltérophilie
| Hommes                                                                                     |
| ------------------------------------------------------------------------------------------ |
| - Daniel Caussiau-Haurie (75 kg) : 10e place - Jean-Marie Kretz (100 kg) : finale, 8eplace |

### Judo
| Hommes |
| --- |
| - Guy Delvingt (-60 kg) : 3e tour - Marc Alexandre (-65 kg) : médaille de bronze - Serge Dyot (-71 kg) : 1er tour - Michel Nowak (-78 kg) : médaille de bronze - Fabien Canu (-86 kg) : 1/2 finale - Roger Vachon (-95 kg) : 1ertour - Angelo Parisi (+95 kg) : médaille d'argent - Laurent Del Colombo (catégorie ouverte) : 1/2 finale |

### Lutte
| Hommes |
| --- |
| Gréco-romaine - Jean-Pierre Chambellan (52 kg) : 1er tour - Patrice Mourier (57 kg) : 2e tour - Gilles Jalabert (62 kg) : 4e tour - Martial Mischler (74 kg) : 6e place - Jean-François Court (90 kg) : 6e place Libre - Thierry Bourdin (52 kg) : 2e tour - Gérard Santoro (62 kg) : 3e tour - Éric Brulon (68 kg) : 3e tour |

### Natation
| Hommes | Femmes |
| --- | --- |
| Natation 100 m nage libre - Stéphan Caron : finale, 50 s 70 (6e place) 400 m nage libre - Franck Iacono : finale, 3 min 54 s 58 (5e place) 1 500 m nage libre - Franck Iacono : finale, 15 min 26 s 96 (5e place) 100 m dos - Frédéric Delcourt : finale B 200 m dos - Frédéric Delcourt : finale, 2 min 01 s 75 médaille d'argent 200 m brasse - Christophe Deneuville : séries - Thierry Pata : finale B Relais 4 × 100 m nage libre - Stéphan Caron, Laurent Neuville, Dominique Bataille, Bruno Lesaffre : · finale, 3 min 24 s 63 (5e place) Relais 4 × 200 m nage libre - Pierre Andraca, Dominique Bataille, Michel Pou, · Stéphan Caron : finale, 7 min 30 s 16 (8eplace) Relais 4 × 100 m 4 nages - Frédéric Delcourt, Thierry Pata, Xavier Savin, · Stéphan Caron : séries | Natation 100 m nage libre - Sophie Kamoun : finale B 200 m nage libre - Laurence Bensimon : séries 800 m nage libre - Laurence Bensimon : séries 100 m brasse - Catherine Poirot : 1 min 10 s 70 médaille de bronze 200 m 4 nages - Laurence Bensimon : finale B 4 × 100 m nage libre - Sophie Kamoun, Carole Amoric, Laurence Bensimon, Véronique Jardin : finale, 3 min 52 s 15 (8e place) Natation synchronisée Individuel - Muriel Hermine : finale, 180,534 (7e place) - Pascale Besson : qualifications, 84.484 (24e place) - Odile Petit : qualifications, 81.433 (28e place) Duo - Pascale Besson et Muriel Hermine : finale, 176,709 (7e place) Plongeon Tremplin - Claire Izacard : éliminatoires |

### Pentathlon moderne
| Hommes |
| --- |
| Individuel : - Paul Four : 6e place, 5 287 pts - Didier Boubé : 10e place - Joël Bouzou : 17e place Par équipes : - Paul Four, Didier Boubé, Joël Bouzou : médaille de bronze |

### Tir
| Hommes | Femmes |
| --- | --- |
| Pistolet libre - Philippe Cola : 6e place 559 pts Cible courante - Jean-Luc Tricoire : 10e place - David Abibssira : 21e place Carabine à air comprimé - Philippe Héberlé : finale, 589 pts médaille d'or - Nicolas Berthelot : 4e place 585 pts Carabine (3 positions) - Jean-Pierre Amat : 7e place 1 151 pts - Michel Bury : 10e place Carabine couché - Jean-Pierre Amat : 11e place - Michel Bury : médaille d'argent Fosse olympique - Michel Carrega : 5e place 190 pts - Jean Ame : 22e place Skeet - Élie Penot : 29e place - Stéphane Tyssier : 19e place | Pistolet sport - Évelyne Manchon : 9e place Carabine à air comprimé - Yvette Courault : 5e place - Françoise Decharne : 11e place Carabine 3 positions - Dominique Esnault : 16e place - Yvette Courault : 23e place |

### Tir à l’arc
| Hommes                                                                      | Femmes |
| --------------------------------------------------------------------------- | ------ |
| Individuel : - Gérard Douis : 1/16 de finale - Philippe Loyen : (35e place) |        |

### Voile
| Hommes |
| --- |
| 470 : - Thierry Péponnet - Luc Pillot : 49,40 médaille de bronze Finn : - Luc Choley : 17e place Tornado : - Yves Loday et Bernard Pichery : 8e place Soling : - Patrick Haegeli, Michel Audoin, Philippe Massu : 14e place Flying Dutchman - Laurent Courarie-Delage - Thierry Poirey : 12e place Windglider - Gildas Guillerot : 4e place |